# Андерсон, Кевин Джей
Ке́вин Джеймс А́ндерсон (англ. Kevin J. Anderson; 27 марта 1962 года, Расин, Висконсин, США) — американский писатель-фантаст.

## Творчество

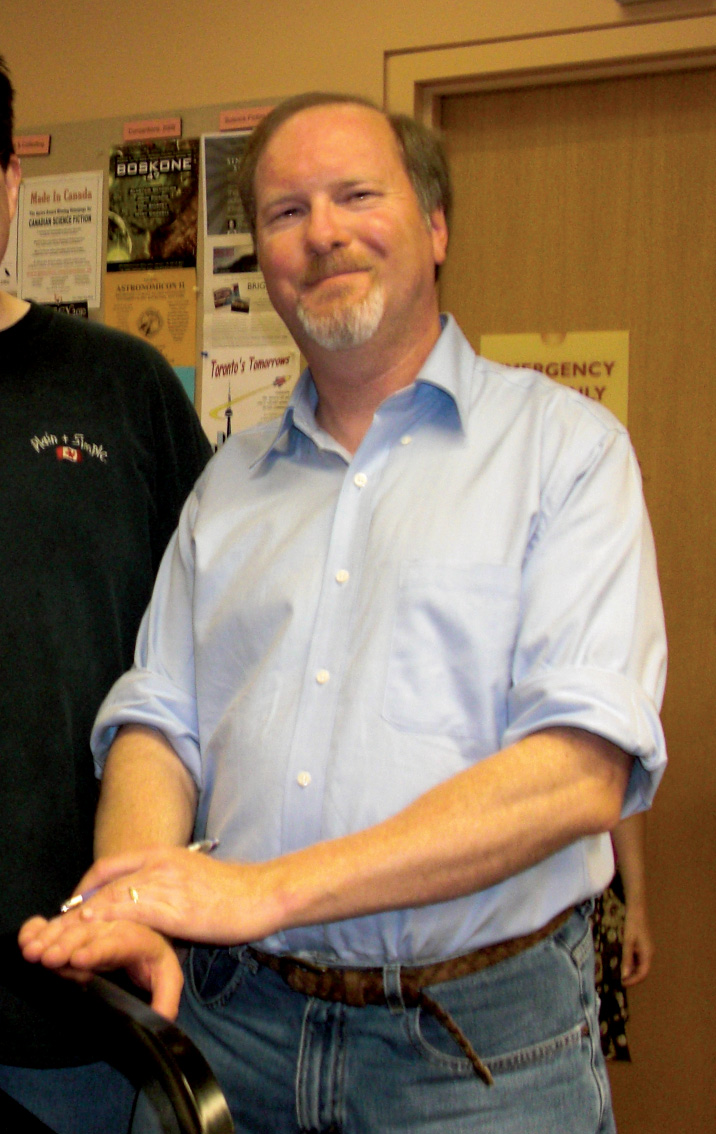
Андерсон на подписании книг в Торонто в августе 2009

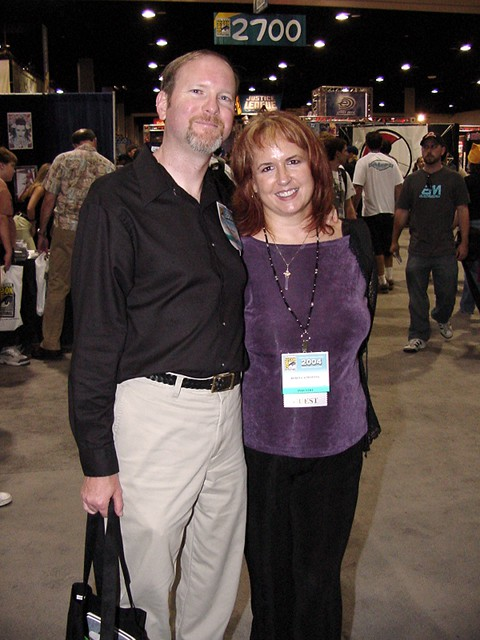
Андерсон со своей женой, Ребеккой Моэста, в 2004 году на Комик-Коне

Почти три десятка романов Кевина Дж. Андерсона входят в список национальных бестселлеров. Его книги были переведены более чем на двадцать языков. В возрасте 25 лет автор напечатал свой первый роман «Ressurection, Inc.». После выхода десятка его научно-фантастических книг автору предложили работать над романами по знаменитой саге «Звёздные войны». Его романы из трилогии об академии Джедаев, а также книги из серии «Young Jedi Knights» попали в списки бестселлеров. Кевин Андерсон написал три романа по «Секретным материалам», также ставшие бестселлерами. Теперь писатель работает над новыми книгами по «Дюне», а также над своим собственным научно-фантастическим циклом «Сага Семи Солнц» и другими романами.

### Звёздные войны
- В поисках Силы (Jedi Search) (1994)
- Тёмный подмастерье (Dark Apprentice) (1994)
- Рыцари Силы (Champions of the Force) (1994)
- Меч тьмы (Darksaber) (1996)

В соавторстве с женой Ребеккой Местой:
- Наследники Силы (Heirs of Force) (1995)
- Академия тени (Shadow Academy) (1995)
- Потеряшки (The Lost Ones) (1995)
- Световые мечи (Lightsabers) (1996)
- Darkest Knight (1996)
- Jedi Under Siege (1996)
- Delusions of Grandeur (1997)
- Diversity Alliance (1997)
- Jedi Bounty (1997)
- The Emperor’s Plague (1998)
- Crisis at Crystal Reef (1998)
- Return to Ord Mantell (1998)
- Trouble on Cloud City (1998)

редактор:
- Tales from the Mos Eisley Cantina (1995)
- Байки из дворца Джаббы Хатта (Tales from Jabba’s Palace) (1996)
- Tales of the Bounty Hunters (1996)

### Дюна
В соавторстве с Брайаном Гербертом:
- Дюна: Дом Атрейдесов (Dune: House Atreides) (1999)
- Дюна: Дом Харконненов (Dune: House Harkonnen) (2000)
- Дюна: Дом Коррино (Dune: House Corrino) (2001)
- Батлерианский джихад (The Butlerian Jihad) (2002)
- Крестовый поход машин (The Machine Crusade) (2003)
- Битва за Коррин (The Battle of Corrin) (2004)
- Дорога к Дюне (The Road to Dune) (2005)
- Охотники Дюны (Hunters of Dune) (2006)
- Песчаные черви Дюны (Sandworms of Dune) (2007)
- Дюна: Пауль (Paul of Dune) (2008)
- Ветры Дюны (The Winds of Dune) (2009)
- Орден сестёр Дюны (Sisterhood of Dune) (2012)
- Ментаты Дюны (Mentats of Dune) (2014)
- Навигаторы Дюны (Navigators of Dune) (2016)

### Совместно с Дагом Бисоном
- Lifeline (1990)
- The Trinity Paradox (1991)
- Nanospace (1992)
- Ill Wind (1995)
- Virtual Destruction (1996)

### Совместно сЛ. Роном Хаббардом
- Ai! Pedrito! (1998)

### Совместно сДином Кунцом
- Dean Koontz’s Frankenstein, Book One: Prodigal Son (January 25, 2005)

### Секретные материалы
- Эпицентр (Ground Zero) (1995)
- Руины (Ruins) (1996)
- Антитела (Antibodies) (1997)

### Книги по вселеннойStarCraft
- StarCraft: Shadow of the Xel’Naga (2001) (под псевдонимом Габриэль Места)

### Fantastic Voyage
- Fantastic Voyage: Microcosm (2001)

### Под именем К. Дж. Андерсон
- Captain Nemo (2002) (вымышленный рассказ о жизни капитана Немо из романа Жюля Верна)
- Лига выдающихся джентльменов (новеллизация фильма 2003 года)
- Небесный капитан и мир будущего (новеллизация фильма 2004 года)

### Оригинальные работы
- Resurrection, Inc. (1988)
- Climbing Olympus (1994)
- Blindfold (1995)
- Hopscotch (2002)

#### Игроземье
1. Gamearth (март 1989)
2. Game Play (октябрь 1989)
3. Game’s End (сентябрь 1990)

#### Серия «Сага Семи Солнц»
- Скрытая империя (Hidden Empire) (2002)
- Звёздный лес (A Forest of Stars) (2003)
- Horizon Storms (2004)
- Scattered Suns (18 июля, 2005)
- Of Fire and Night (2006)
- Metal Swarm (2007)
- The Ashes of Worlds (2008)